# Stephen Lee (Shorttracker)
Stephen Lee (* 5. Januar 1978 in Brisbane) ist ein ehemaliger australischer Shorttracker.

## Werdegang
Lee startete erstmals im Weltcup Oktober 2000 in Calgary und belegte dabei den 32. Platz über 1500 m. Beim folgenden Weltcup in Provo holte er mit dem 22. Platz über 1000 m seine ersten Weltcuppunkte. Bei den Olympischen Winterspielen 2002 in Salt Lake City wurde er Sechster mit der 5000-Meter-Staffel. Seine beste Platzierung im Weltcup erreichte er in der Saison 2002/03 in Chuncheon mit dem 18. Platz über 1500 m. Im März 2005 belegte er bei den Shorttrack-Weltmeisterschaften 2005 in Peking den 47. Platz über 500 m, den 41. Rang im Mehrkampf, den 38. Platz über 1000 m und den 32. Platz über 1500 m. Bei den Olympischen Winterspielen 2006 in Turin gehörte er zur 5000-Meter-Staffel Australiens, die das B-Finale gegen die deutsche Staffel gewann und damit den sechsten Platz erreichte. Nach der Saison 2005/06 beendete er seine Karriere.

## Persönliche Bestzeiten
- 500 m      44,701 s (aufgestellt am 25. Oktober 2003 in Marquette)
- 1000 m    1:33,089 min. (aufgestellt am 8. Februar 2004 in Prag)
- 1500 m    2:24,589 min. (aufgestellt am 6. Februar 2004 in Prag)